# Lerga
Lerga es una villa y municipio español de la Comunidad Foral de Navarra, situado en la Merindad de Sangüesa, en la Comarca de Tafalla y a 52 km de la capital de la comunidad, Pamplona. Su población en 2024 fue de 43 habitantes (INE).  
Inicialmente adscrita a la zona no vascófona por la Ley Foral 18/1986, en junio de 2017 el Parlamento navarro aprobó el paso de Lerga a la Zona mixta de Navarra. En Lerga fue encontrada la Estela de Lerga, una famosa lápida funeraria antigua con nombres aquitanos.

## Demografía
Lerga cuenta con una población de 43 habitantes (INE 2024).
| Gráfica de evolución demográfica de Lerga entre 1842 y 2021                                                         |
| |
| Población de derecho según los censos de población del INE Población de hecho según los censos de población del INE |